# An Shigao
Ān Shìgāo ou An Shih-kao 安世高 (actif à Luoyang de 148 à ~170) est un missionnaire bouddhiste parthe et le premier traducteur important de sûtras vers le chinois attestés par les sources historiques. Certaines biographies prétendent que Shigao est son prénom social et Mingqing (名清) son prénom. On l’appelle aussi parfois « le Marquis An » (安侯).

## Identité et biographie
Le nom An (安), abréviation de Anxiguo (安息國), nom de l’Empire parthe, vient probablement de la transcription d’Arsace Ier, fondateur de la dynastie des Arsacides. Il était donné comme nom de famille aux personnes originaires de cet empire. La tradition fait de An Shigao un prince parthe ayant abdiqué en faveur de son oncle par vocation religieuse. Antonino Forte a proposé qu’il ait été un laïc bouddhiste retenu en Chine comme otage avec d’autres membres de sa famille. Un autre traducteur parthe sera Ān Xuán (安玄), arrivé en 181, dont certains font un parent de An Shigao.
On a peu d’informations sur sa vie dans les sources historiques. Arrivé en 148 à Luoyang, il traduisit en une vingtaine d’années une trentaine de textes. Entre 168 et 170 on perd sa trace ; selon une tradition bouddhique ultérieure, les troubles politiques et militaires l’auraient poussé à quitter la capitale pour le sud du pays. Il serait mort à Guiji (會稽), région de Suzhou, après être passé à Shashan (沙山), Nanchang et Guangzhou.

## Traductions
An Shigao aurait traduit trente-quatre ou trente-cinq textes (quarante-et-un fascicules) dont il reste une vingtaine (vingt-six fascicules). Selon sa biographie, « …il était éloquent sans fioritures, proche du texte sans être illisible ».
Ses traductions les plus influentes sont le Anboshouyi jing (安般守意経) ou Contrôle de la pensée grâce à l’anapana, qui décrit une méthode de méditation comprenant des exercices respiratoires rappelant ceux des taoïstes, et le Yinchiru jing (陰持入経) ou Pénétrer la vérité par le maintien caché, qui expose le sens caché des textes bouddhistes phrase à phrase à la façon des commentaires de classiques zhangju (章句). Autres traductions importantes : Dadaodi jing (大道地経), Renben yusheng jing (人本欲生経), Sidi jing (四諦経), Bazhengdao jing (八正道経), Yunfashu jing (転法輪経), Apitan wuwei jing (阿毘曇五味経). 
Le contenu de ses textes, en majorité hinayana, semble refléter surtout les idées de l’abhidharma sarvāstivādin et discute souvent de la méditation dhyana.
Un courant se développa autour des sûtras qu’il avait traduits, dont les principaux représentants au IIIe siècle furent Han Lin (韓林) à Nanyang, Pi Ye (皮業) à Yingchuan (穎川), Chen Hui (陳慧) à Guiji (會稽) et Sanghapala/Kang Senghui (康僧會) au royaume de Wu.

## Légende
Une légende est née autour de son personnage, centrée sur le thème de la rétribution des actes et de la prescience attribuée aux grands moines. On la trouve sous différentes variantes dans la Biographie non officielle de An Shigao (安世高別傳), la Monographie de Jingzhou (荊州記), la Monographie de Xuanyan (宣驗記) et la Monographie du temple de la pagode de Tanzong (曇宗塔寺記). L'un de ses condisciples lors d'une existence précédente avait beaucoup de qualités mais restait coléreux ; An Shigao lui avait prédit qu’il renaîtrait sous une forme horrible. En effet, il devint le dieu du lac Gongting (共亭湖) dans la région du mont Lu, dont la forme première était celle d’un immense serpent. Connaissant le destin de son ancien camarade, An Shigao décida de passer par le mont lorsqu’il quitta Luoyang pour le sud. Il l’aida à se purifier de sa colère et à se réincarner de nouveau en humain pour poursuivre sa carrière de moine. Par ailleurs, An Shigao lui-même serait mort assassiné lors de son existence actuelle et de la précédente. Les deux fois, il l’aurait su d’avance et aurait accepté sa fin comme une étape nécessaire pour purger un mauvais karma.